# Playa de Navagio

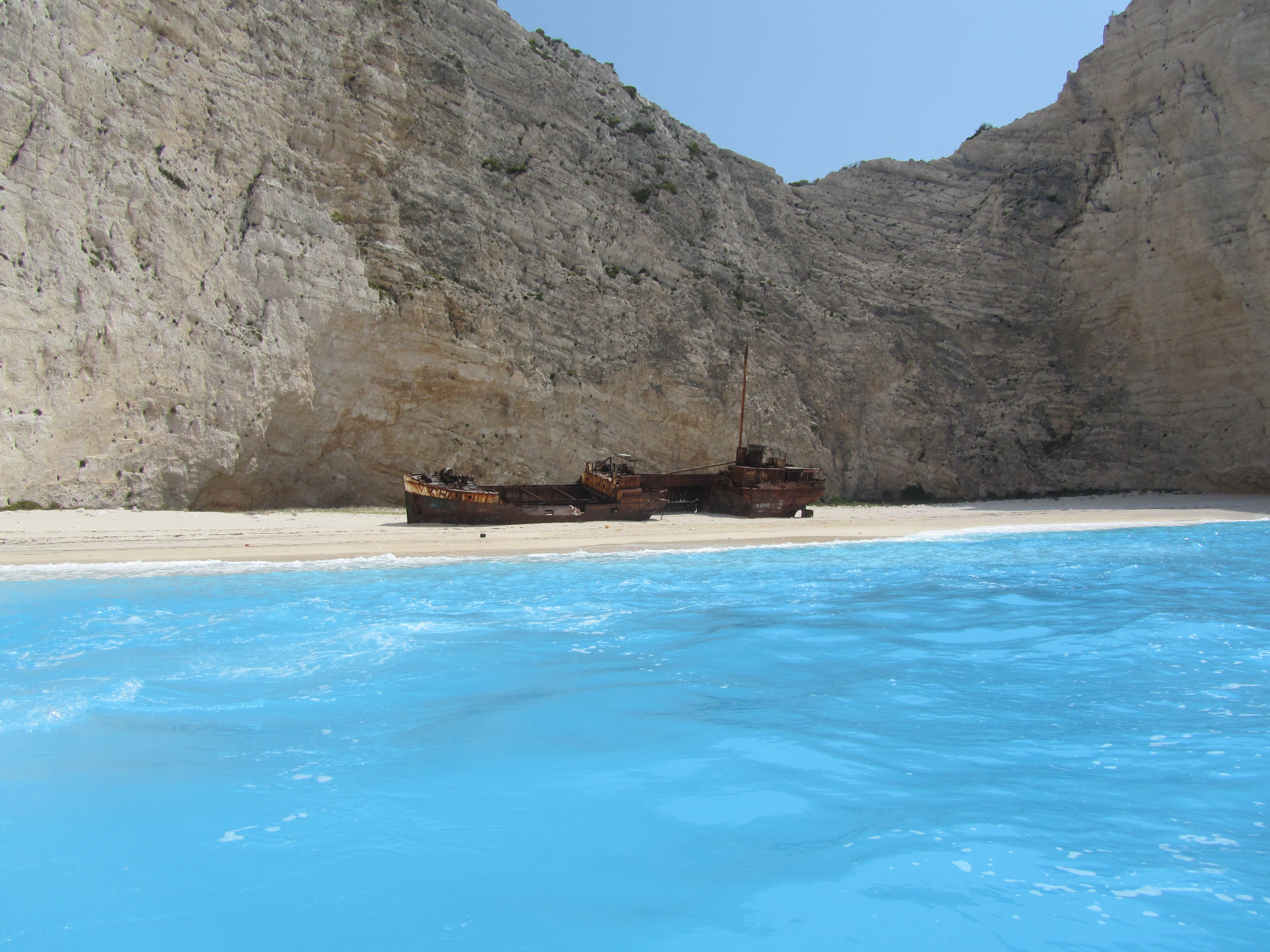
Playa de Navagio con el pecio del MV Panagiotis

La playa de Navagio (en griego: Παραλία Ναυάγιο, pronunciado [naˈvaʝio]), o playa de los naufragios, es una cala expuesta, a veces llamada "cala de los contrabandistas", en la costa de Zante, en las islas Jónicas de Grecia. La playa de Navagio se conocía originalmente como "Agios Georgios".

## Historia
El 2 de octubre de 1980, el buque mercante MV Panagiotis encalló en aguas de la isla de Zacinto, en la playa de Navagio, durante una tormenta y con mala visibilidad. Algunos rumores afirman que el barco traficaba con contrabando; sin embargo, fuentes oficiales no lo confirman, y el capitán no fue condenado por tales delitos en su momento. Documentos judiciales y fotos del incidente publicados recientemente respaldan la versión del contrabandista, sugiriendo que el Panagiotis supuestamente se dirigía desde Turquía con un cargamento de cigarrillos de contrabando con destino a Italia. 
Al encontrarse con un tiempo tormentoso, el barco encalló en la cala, donde la tripulación lo abandonó para eludir a la Armada que lo perseguía. Después de que el capitán alertara a las autoridades, 29 lugareños fueron condenados por saquear la carga y el valioso equipo del barco naufragado. El barco fue abandonado y aún descansa enterrado en la grava caliza de la playa que ahora lleva el sobrenombre de Navagio ("Naufragio").
La playa se cerró brevemente en 2018, y se prohibió el baño y el fondeo de embarcaciones, después de que se derrumbara un acantilado sobre la playa. La playa volvió a abrirse y se permite el fondeo, pero con restricciones debido a la preocupación por futuros desprendimientos.
En septiembre de 2022 se produjo otro desprendimiento de tierra, después de que se produjera un terremoto de magnitud 5,4 entre Cefalonia y Zante. Después de esto, la playa se cerró a los lugareños y visitantes y permanecerá cerrada durante todo el verano de 2023 hasta al menos septiembre. La decisión de prohibir el acceso a la playa de Navagio fue recomendada por un equipo de expertos de la Organización de Planificación y Protección Antisísmica (OASP), tras una visita al lugar el 8 de marzo de 2023, en el marco de una reevaluación periódica de su seguridad. Las embarcaciones podrán acercarse, pero no se permitirá nadar cerca de la playa.

## En la cultura popular
El lugar tuvo un papel destacado en la exitosa serie coreana Descendientes del sol, lo que despertó el interés de turistas chinos y coreanos.

## Galería

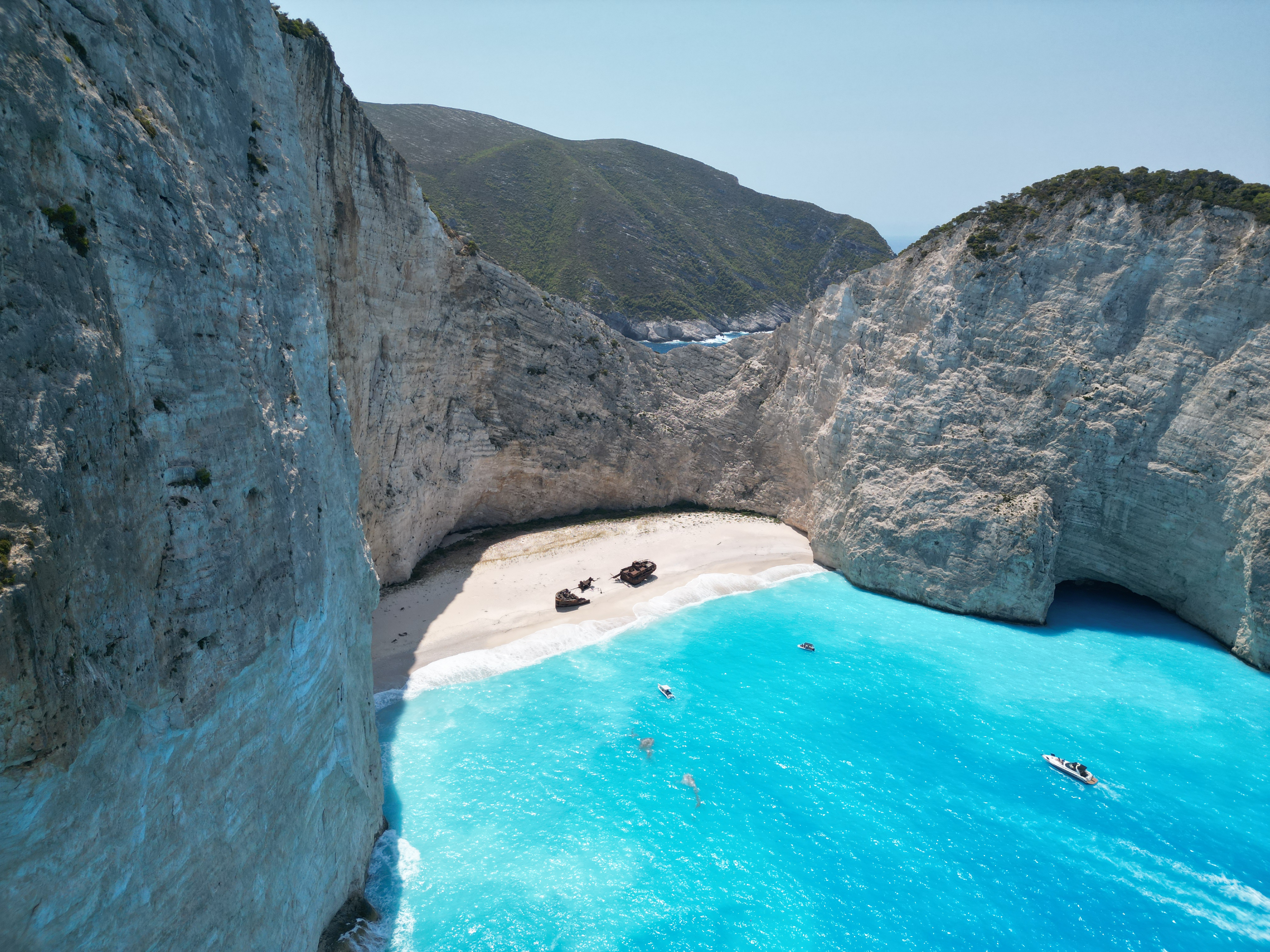
Panorámica tomada desde un dron (2024)
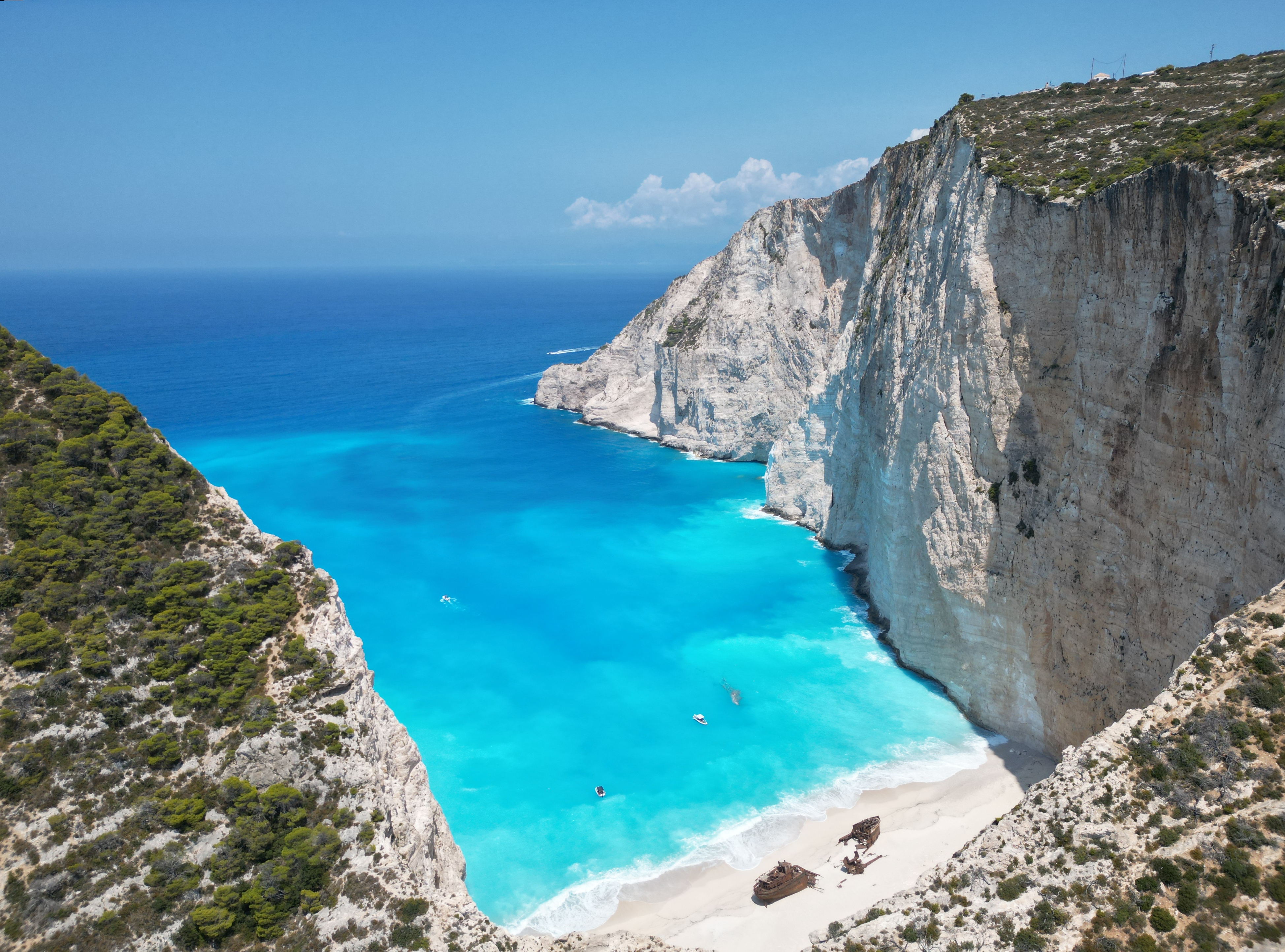
Panorámica tomada desde un dron (2024)
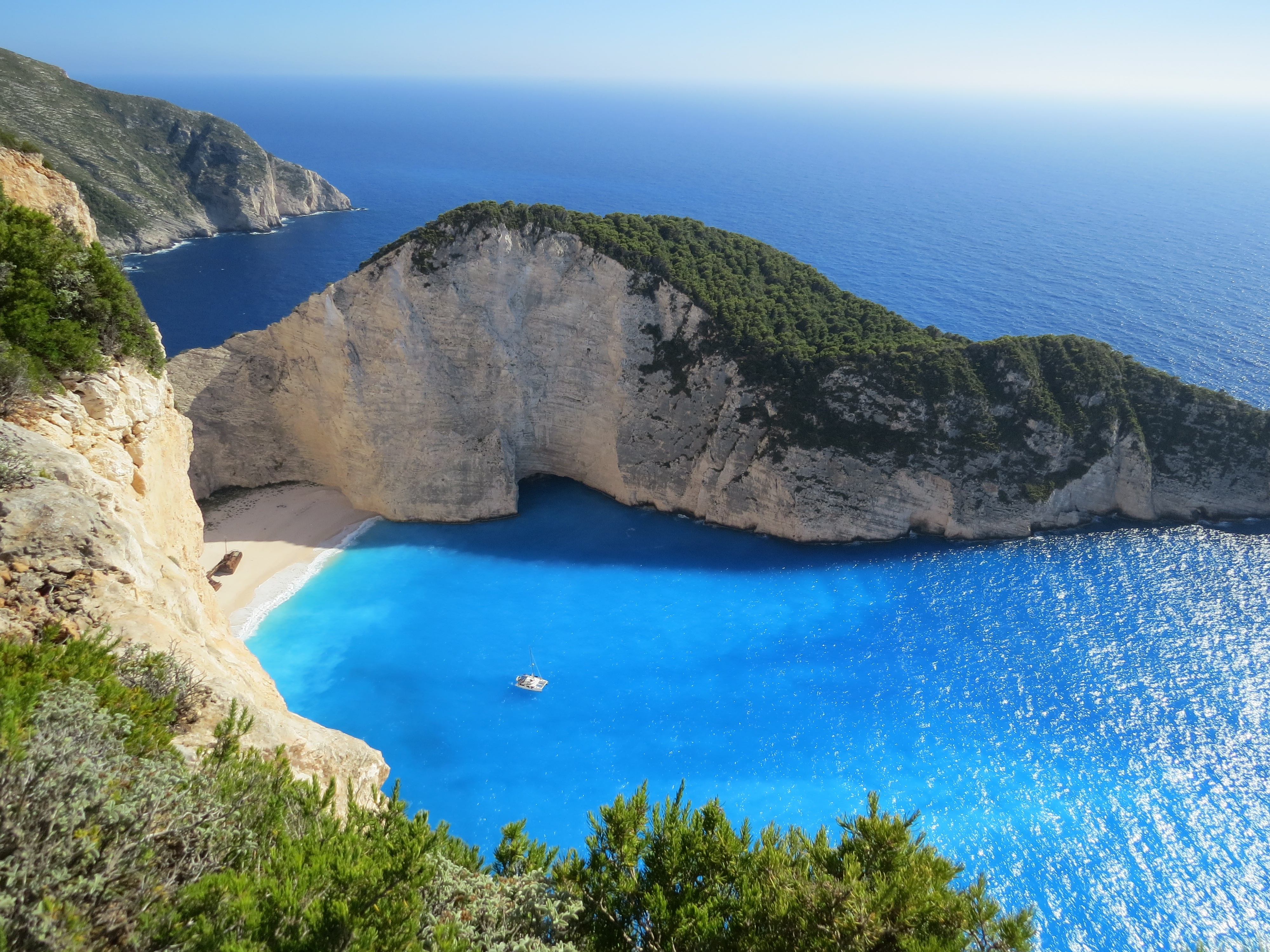
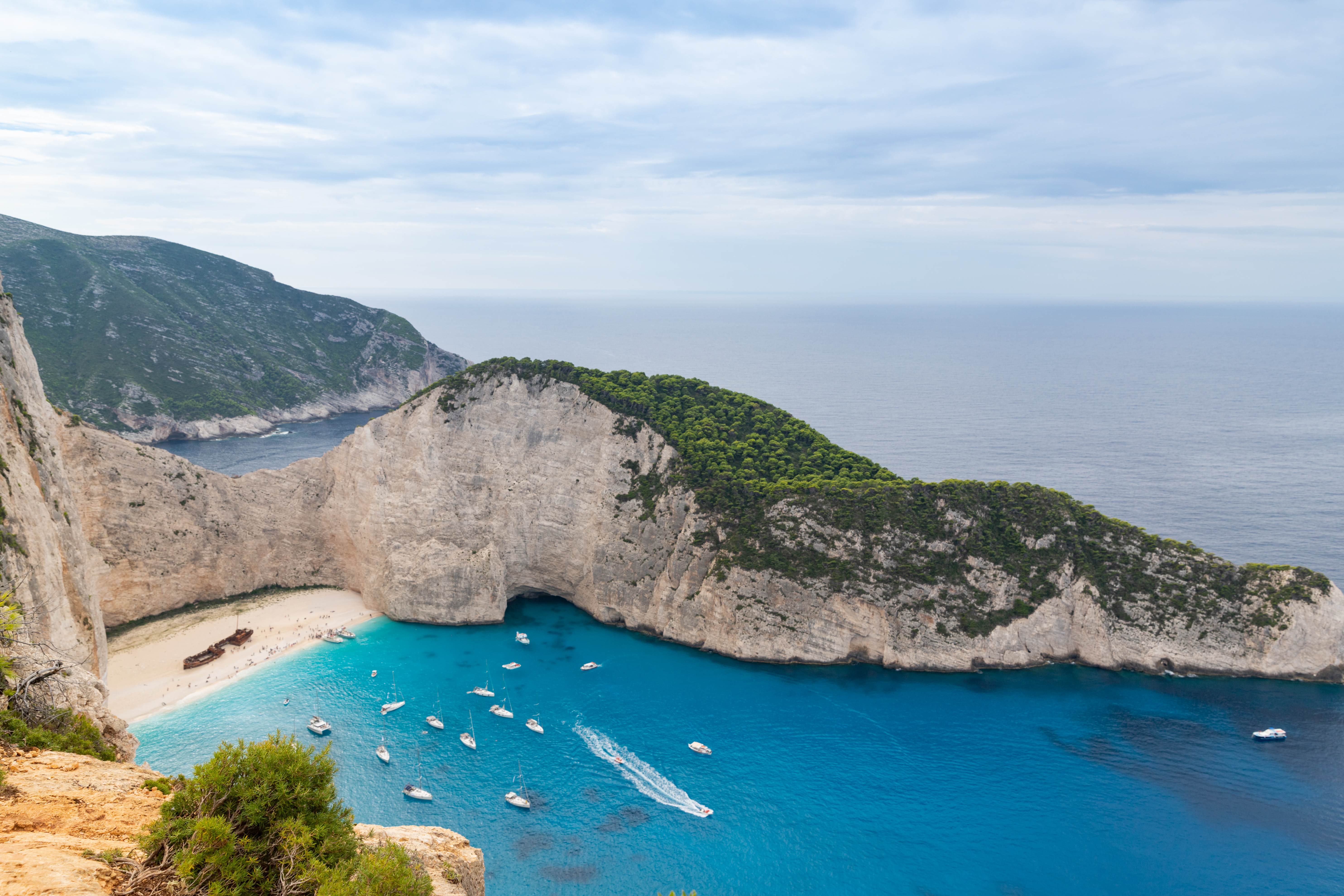
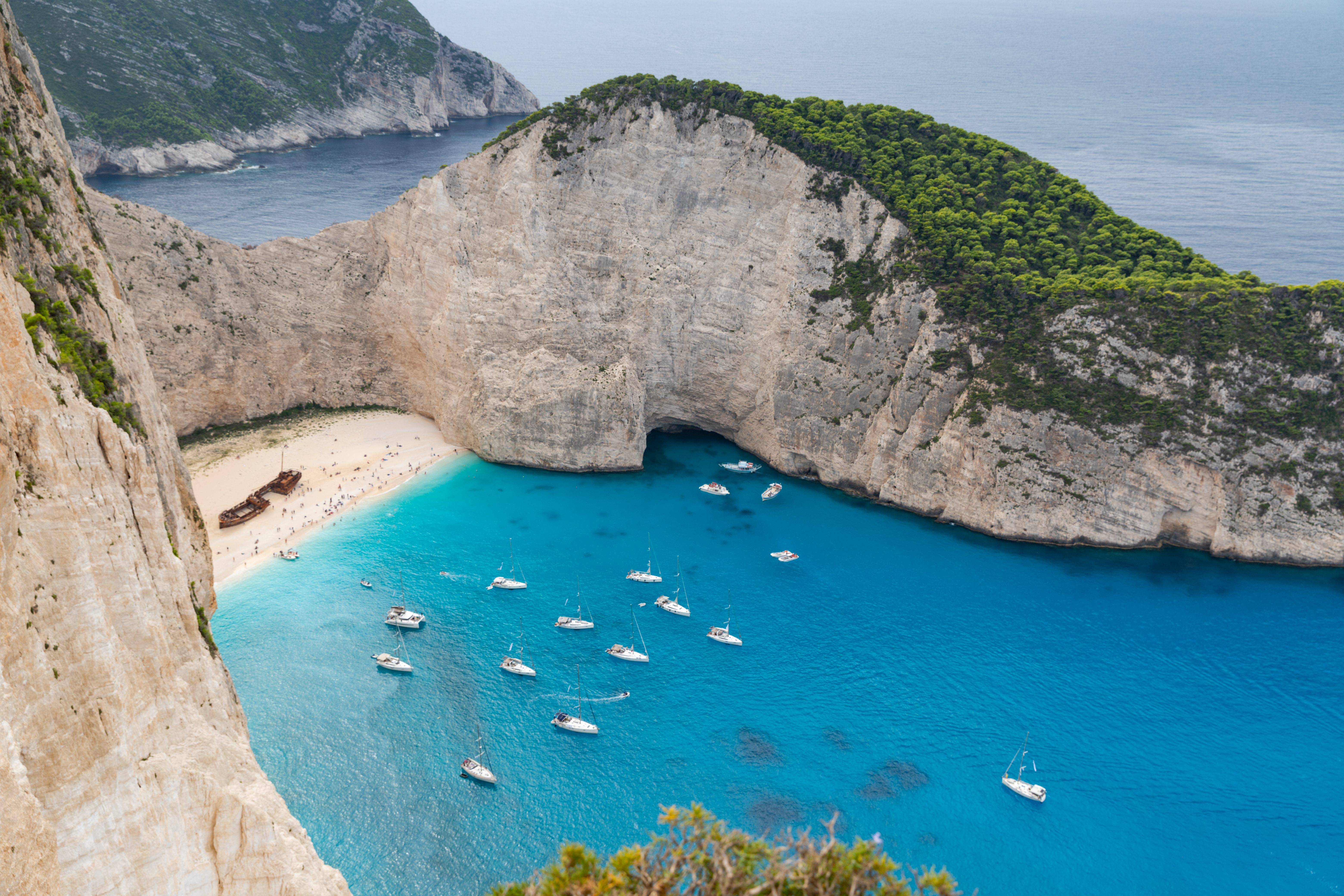
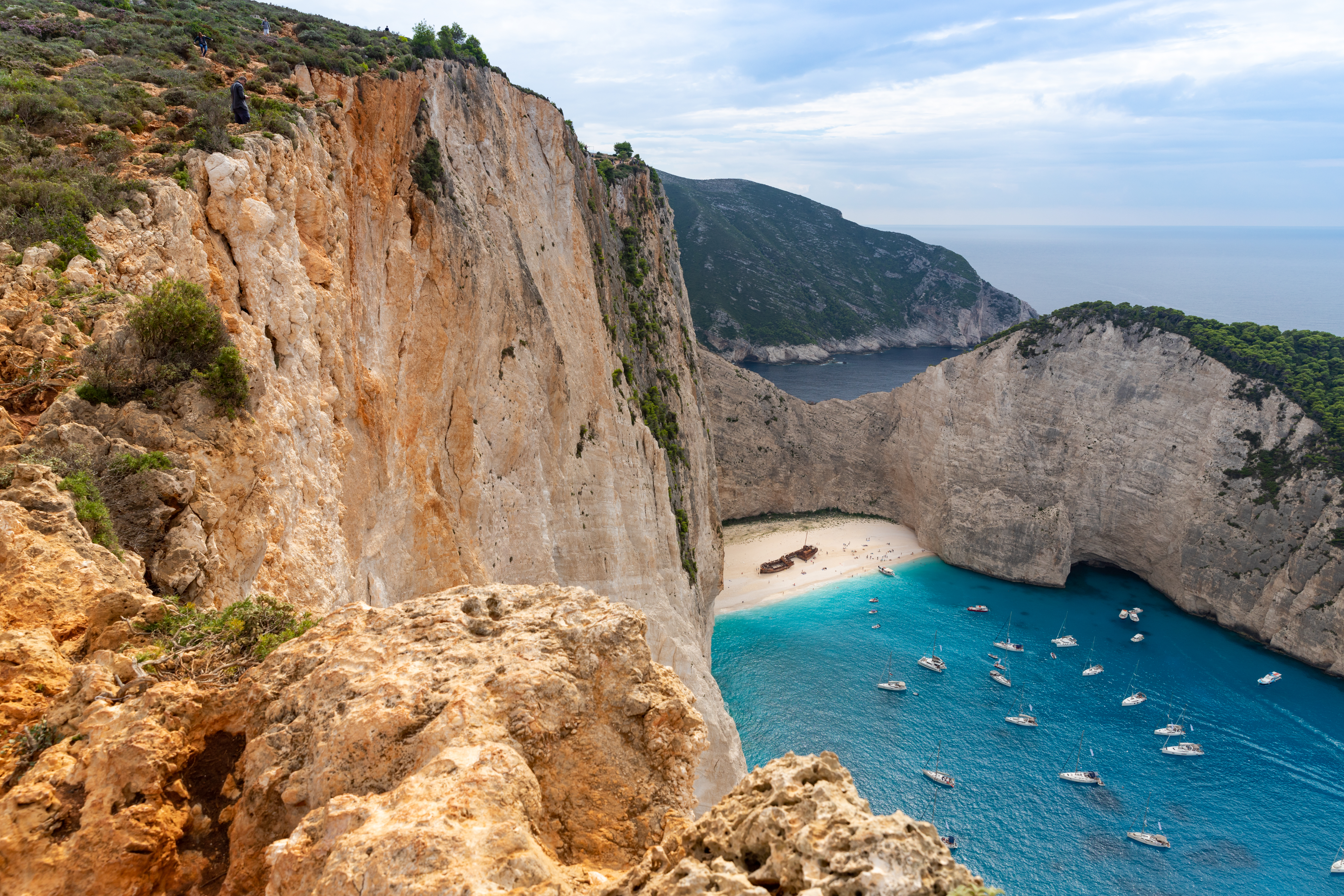
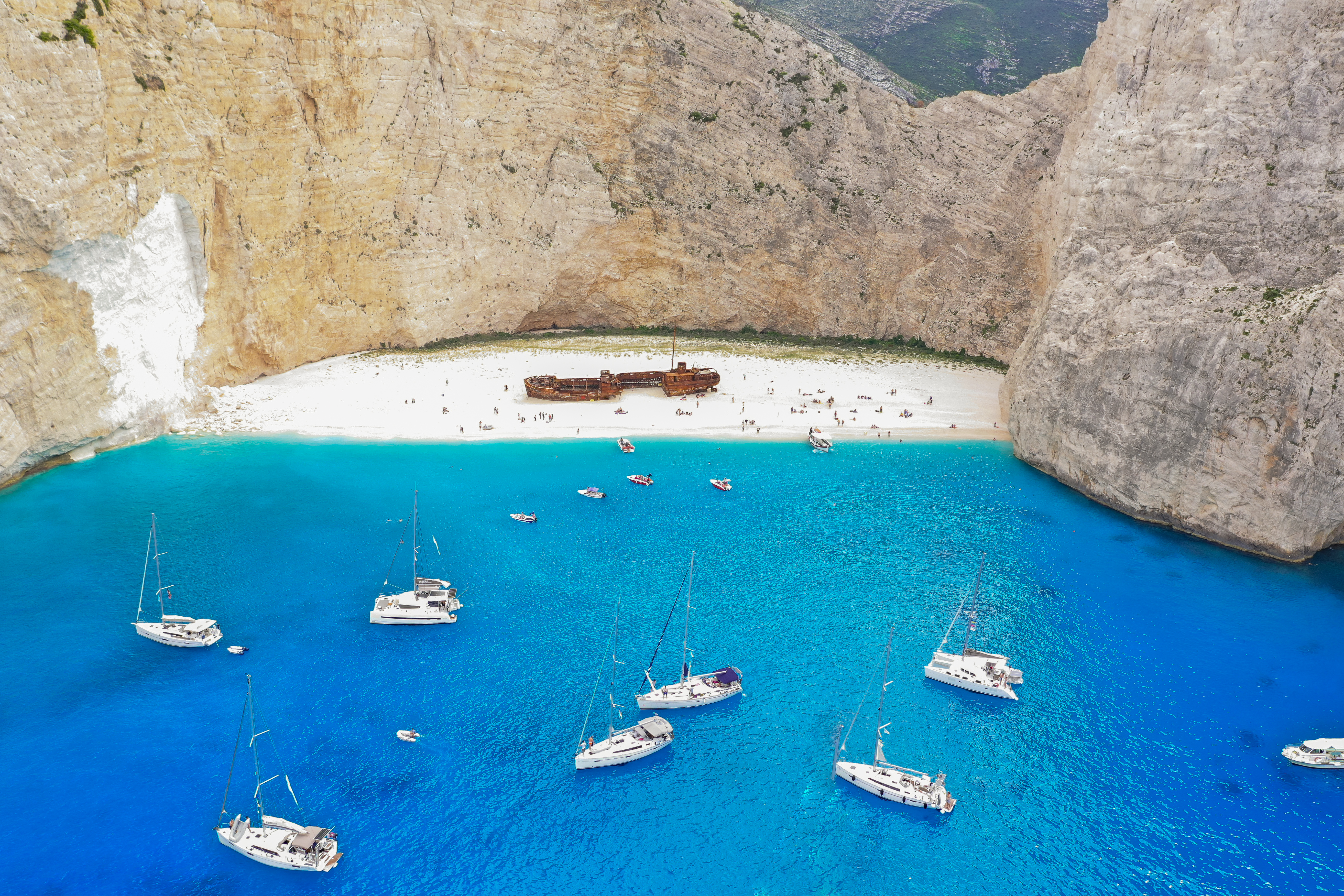
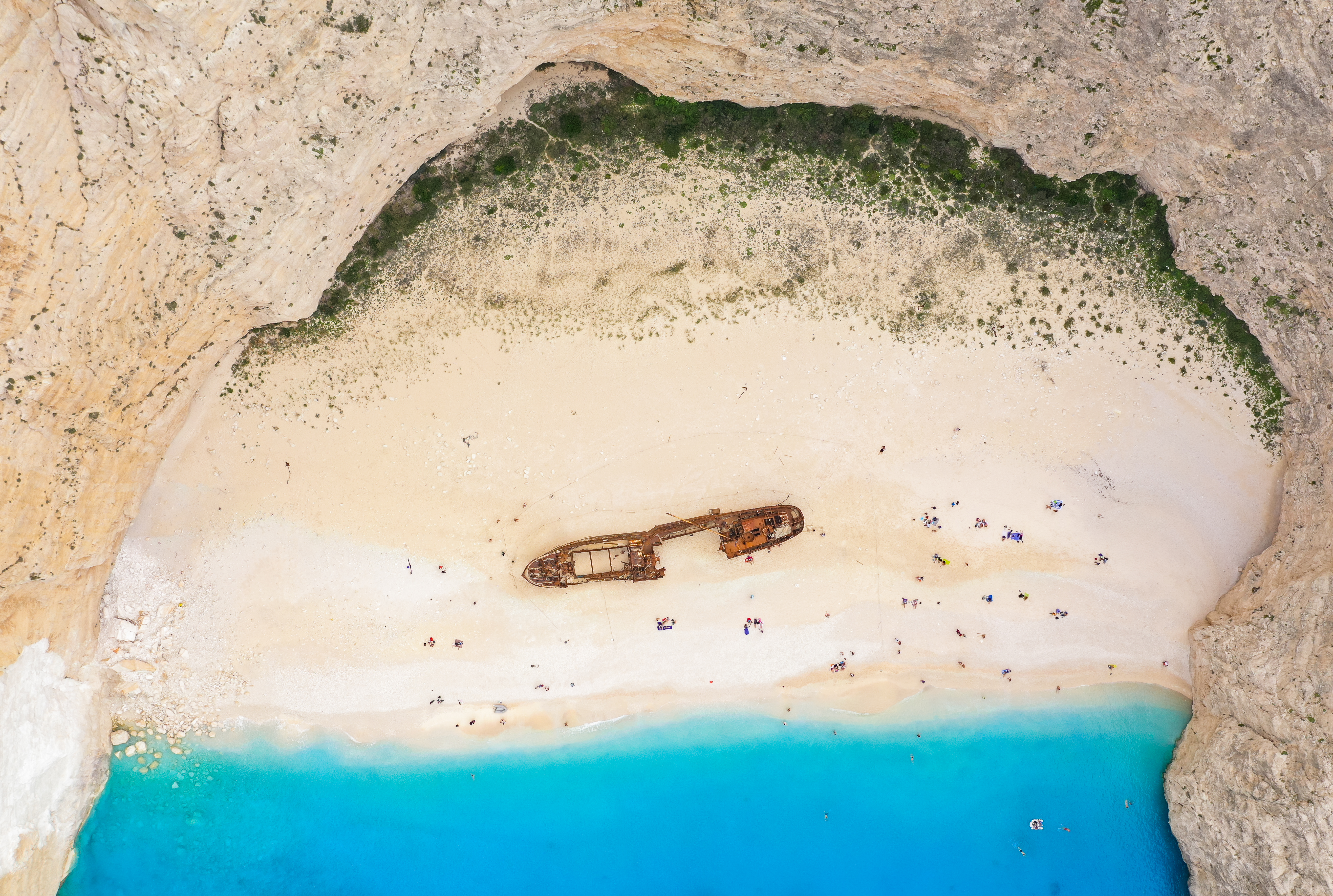
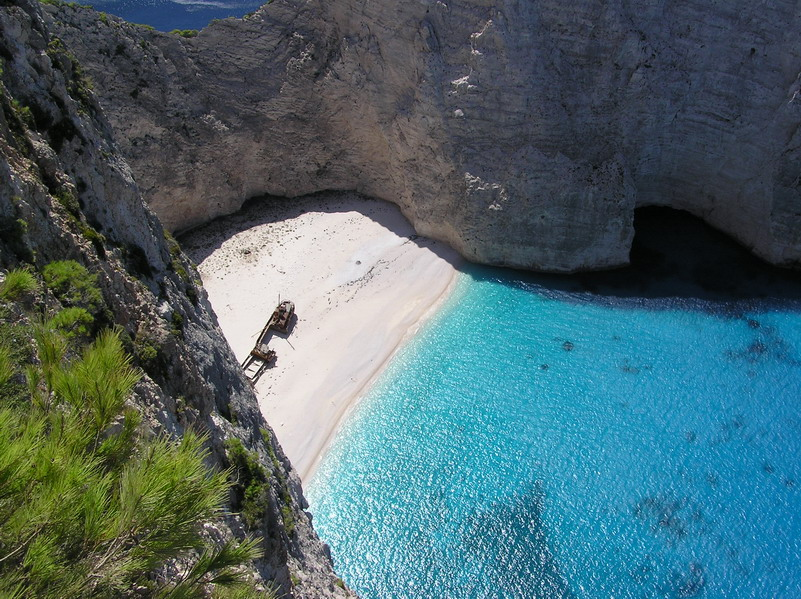
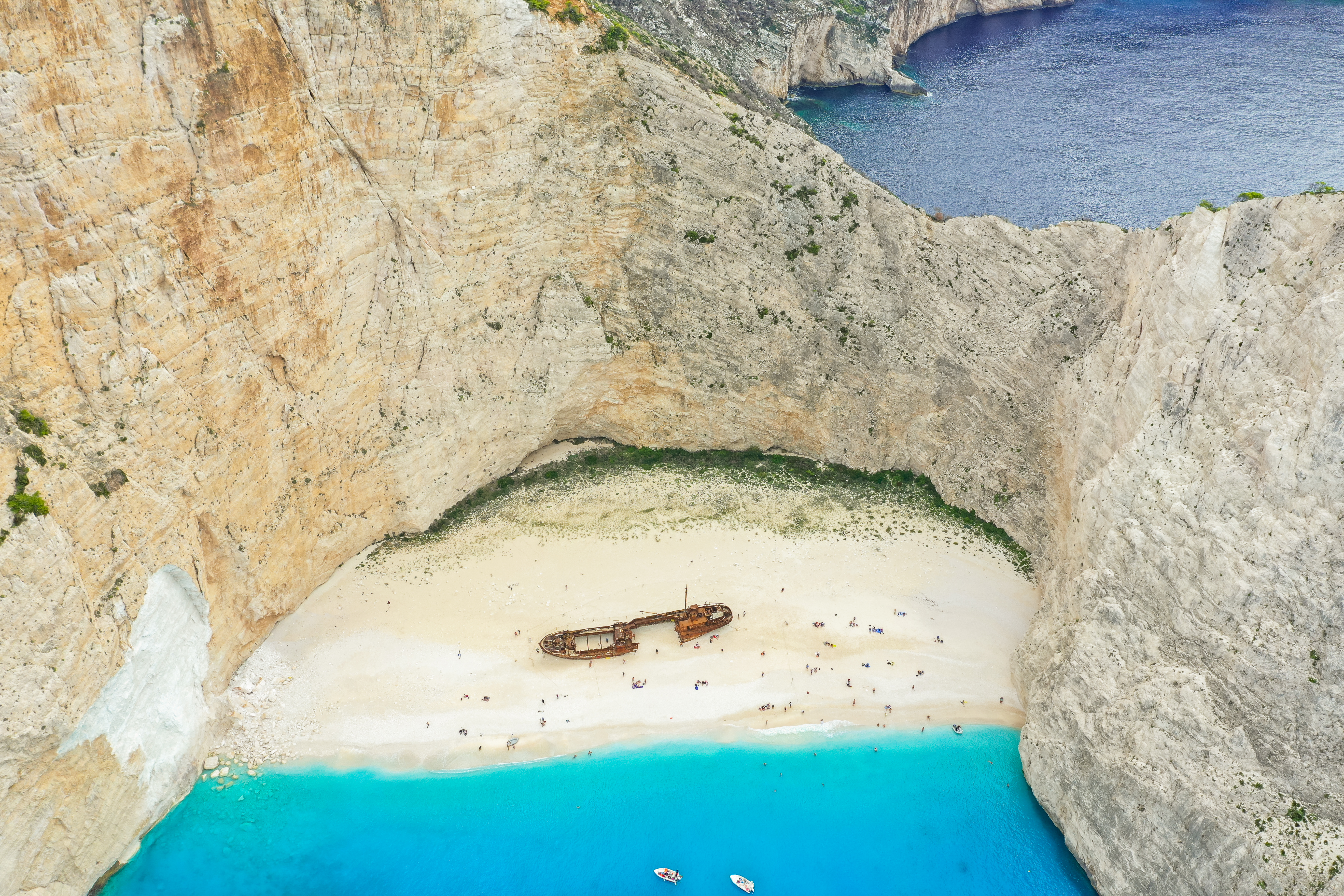
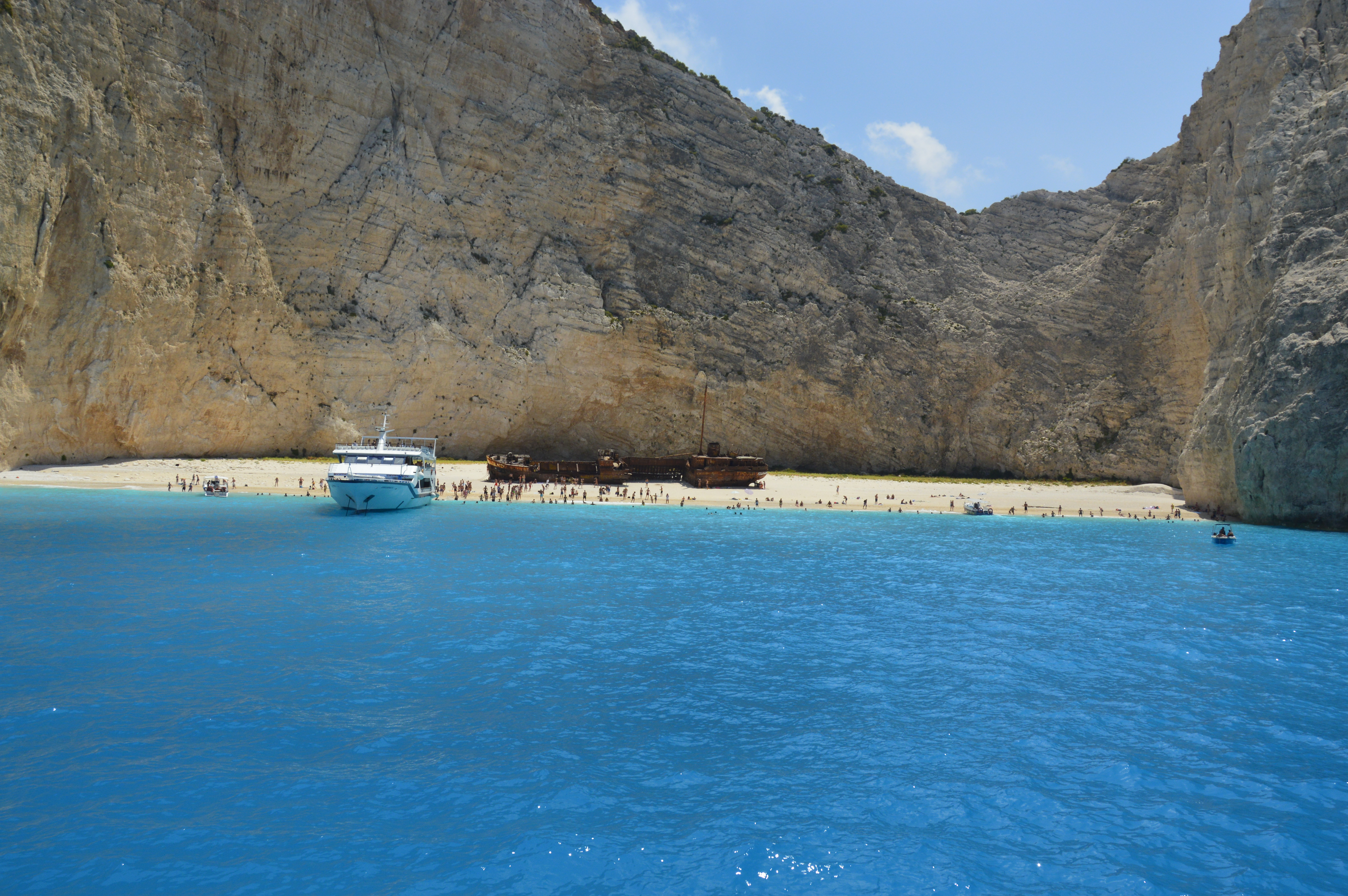
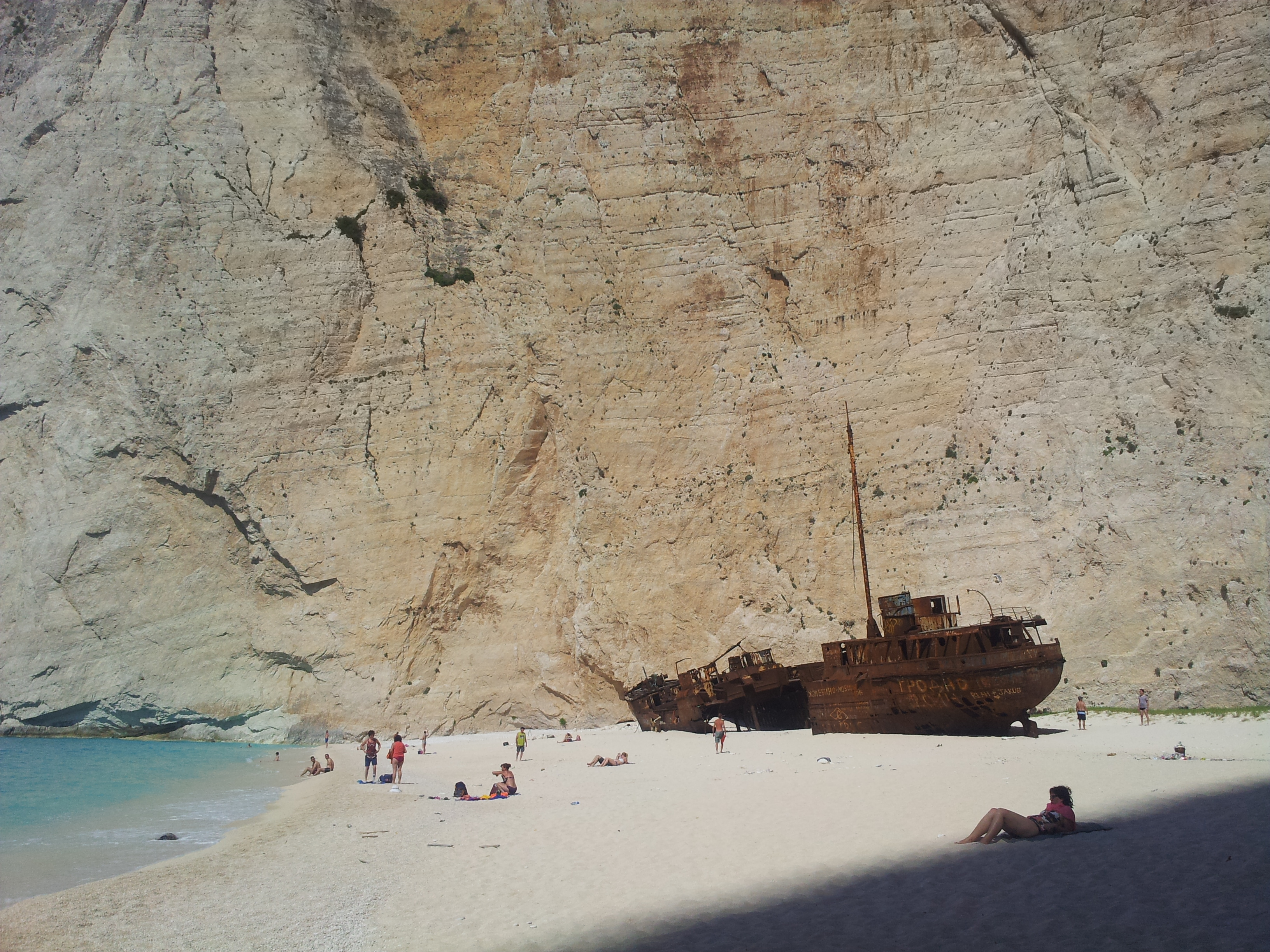
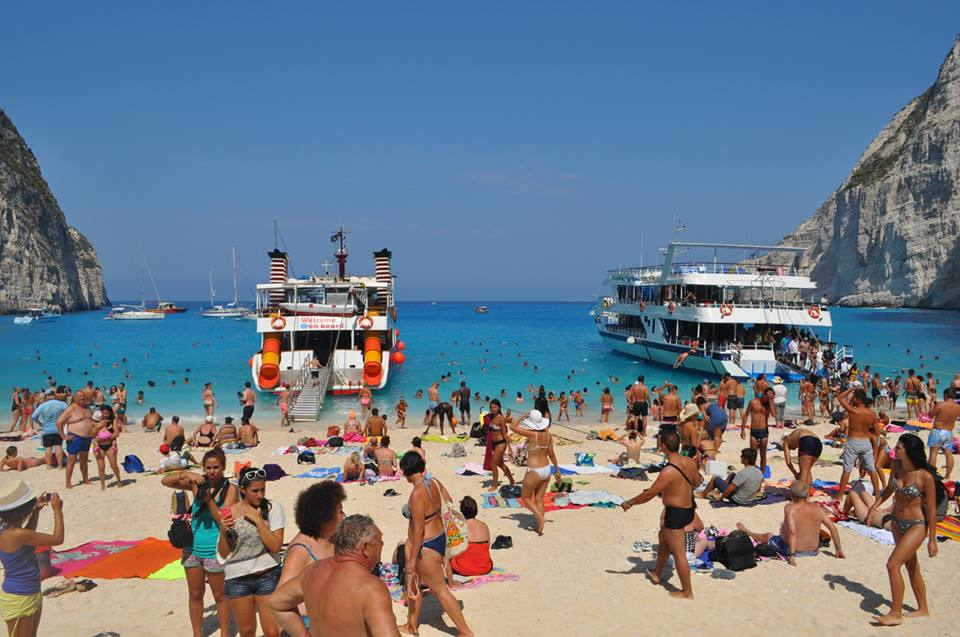
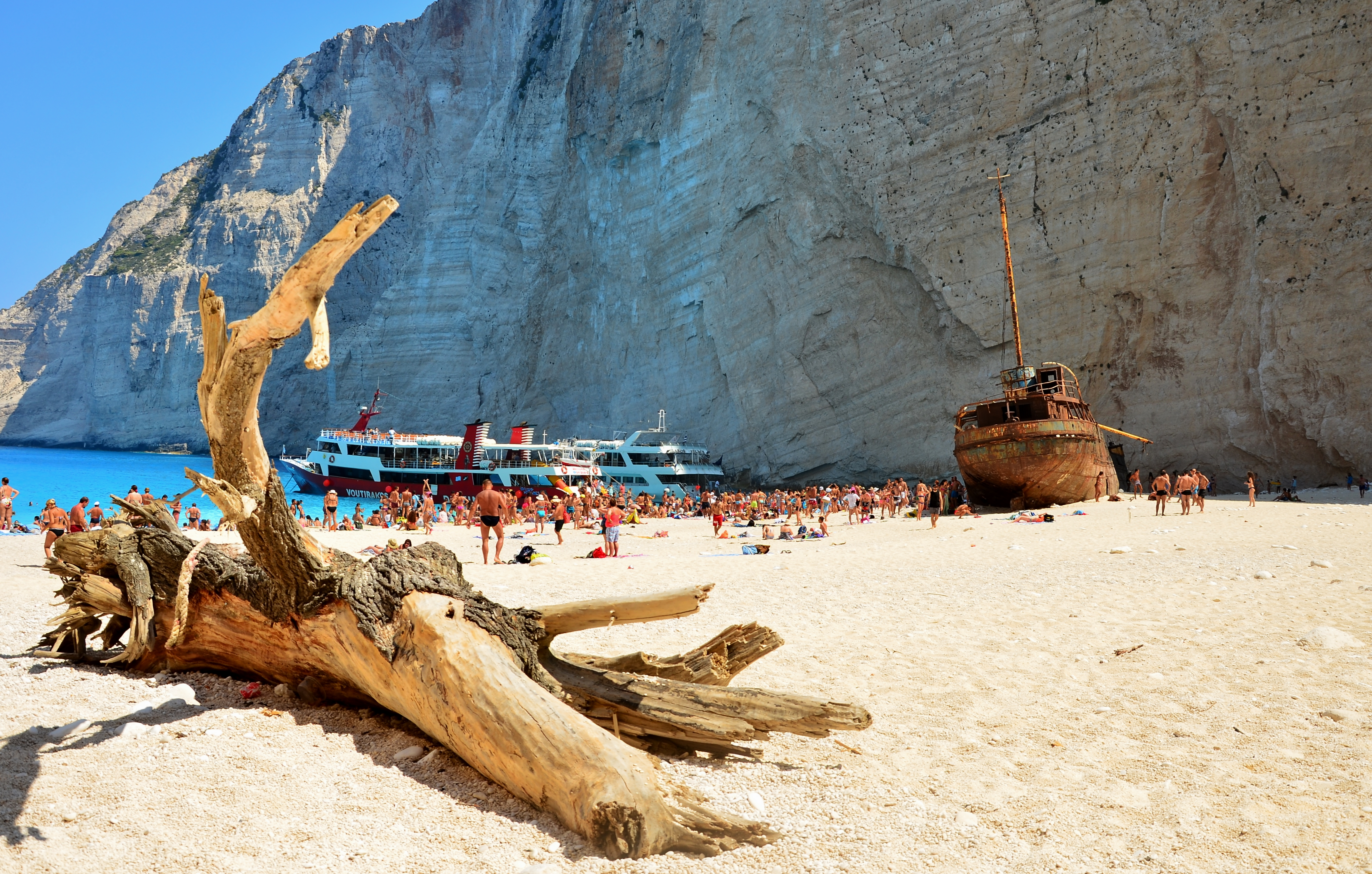
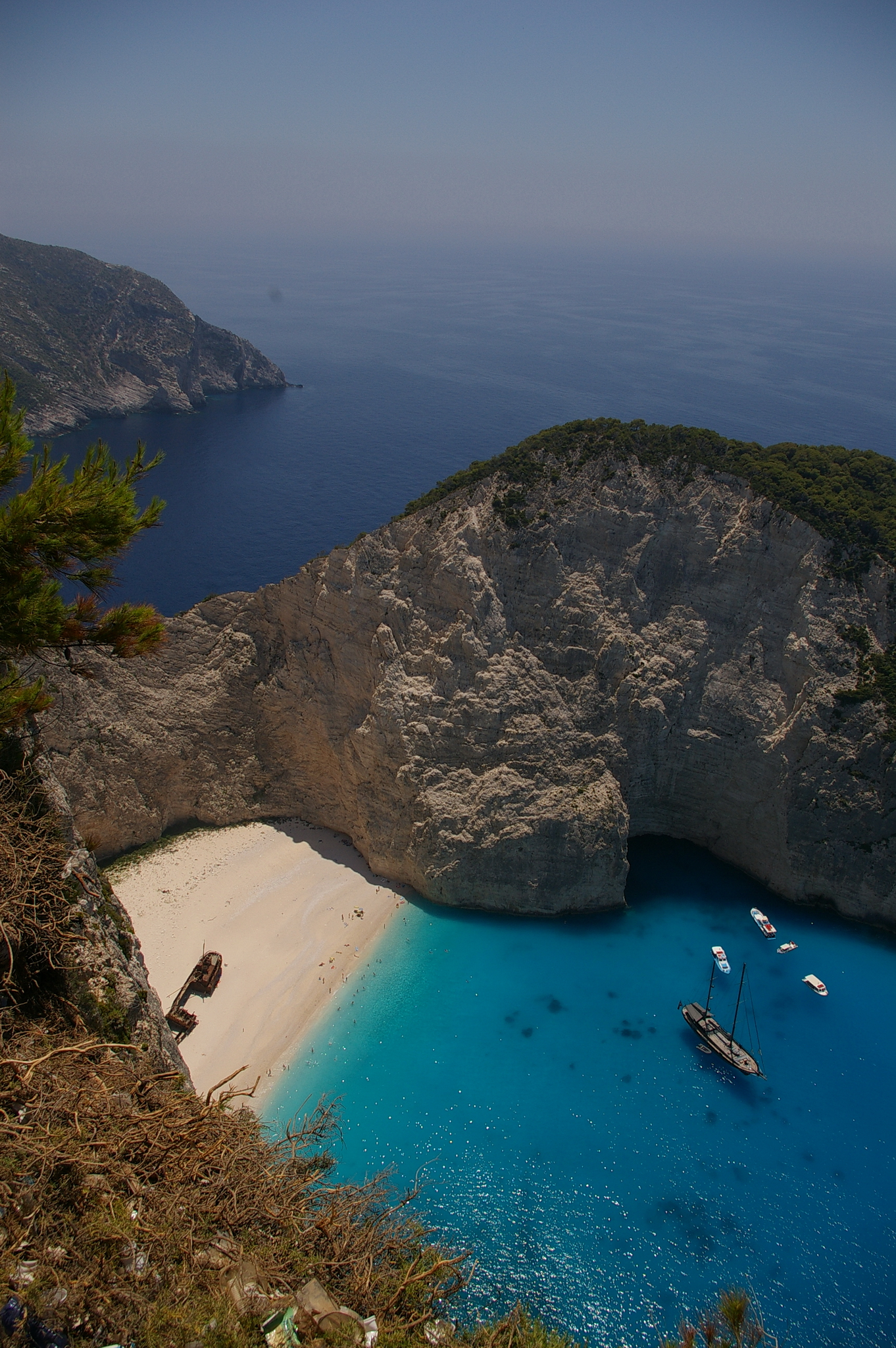